# Shahar Isaac
Shahar Isaac é um ator conhecido por viver Pedro na série The Chosen.

## Carreira
Shahar atuou em três séries conhecidas, sendo elas: Madam Secretary, Person of Interest, The Good Fight e The Chosen. Shahar participou de um filme chamado Price for Freedom. Já no teatro, ele participou em algumas peças como National Theatre Live: Salomé, Merchant of Venice e The Two Gentlemen of Verona entre outras.
O ator completou seu mestrado em Belas Artes na Universidade Rutgers em Nova Jersey, consolidando sua paixão e compromisso com a arte em múltiplas formas.

## Vida pessoal
Shahar, além de sua notável carreira artística, é conhecido por sua vida pessoal discreta e centrada. Ele é originário de uma família de ascendência israelense. Além da atuação, Shahar é fotógrafo, músico e mochileiro, o que se pode notar pelas suas publicações nas redes sociais. 

## Filmografia
| Ano           | Título              | Papel           | Participação     |
| ------------- | ------------------- | --------------- | ---------------- |
| 2015          | Pessoa de Interesse | Tariq Al Juhani | 1 Episódio       |
| 2018          | Madam Secretary     | Salman          | 1 Episódio       |
| 2019-Presente | The Chosen          | Simão Pedro     | Elenco Principal |
| 2022          | The Good Fight      | Zev Beker       | 3 Episódios      |

| Ano  | Título            | Papel  |
| ---- | ----------------- | ------ |
| 2017 | Price for Freedom | Sepuhr |

| Ano  | Título                        | Papel     |
| ---- | ----------------------------- | --------- |
| 2016 | The Two Gentleman Of Verona   | Eglamore  |
| 2016 | Mercant Of Venice             | Bassanio  |
| 2017 | National Theatre Live: Salomé | Bar Giora |